# Lurelu
Lurelu est une revue destinée à la littérature jeunesse au Québec et au Canada français. Fondée en 1978, elle a l'objectif de faire découvrir la littérature, les romans, la bande dessinée, les magazines, la poésie, le conte et le théâtre québécois pour la jeunesse. La revue comprend également une section critique comprenant des articles et des dossiers sur plusieurs enjeux tels que le livre jeunesse, la lecture, l'apprentissage et l'éducation.

## Histoire de la revue
Lurelu est fondée en 1977 par l'écrivain Serge Wilson et par l'illustrateur Claude Poirier. Ceux-ci collaboraient déjà ensemble pour les romans Fend-le-vent et Mimi Finfouin,. C'est en 1978 qu'est publiée pour la première fois la revue Lurelu.
Sur le rôle de la revue, Gisèle Desroches précise que « Lurelu réagit à la situation précaire de la littérature québécoise pour la jeunesse ». La revue a profité d'un contexte politique favorable : « La production de livres pour enfants au Québec avait chuté pour atteindre le fond du baril : moins de 5 titres par année au début des années 1970. Une vraie crise ! Les outils de promotion du livre étaient plus que bienvenus et Lurelu a pu profiter de subventions lui permettant d'être distribuée gratuitement au début. » En 1979, soit un an après sa création, l'abonnement devient payant.
Au départ, la revue avait l'ambition de publier trimestriellement (quatre fois par an), explique Serge Wilson dans le liminaire du premier numéro.
C'est en 1981 que démissionne Serge Wilson du poste de directeur de la revue. Il est remplacé par Robert Soulières. C'est notamment à partir de cette année-là, et par l'implantation d'un numéro «printemps-été», que la revue change sa périodicité pour sortir quadrimestriellement.
En 1986, la revue lance le Concours littéraire Lurelu visant à encourager la relève à s'engager dans l'écriture créative pour les jeunes. Le concours est séparé en deux catégories : la première vise les œuvres qui s'adressent aux enfants âgés de cinq à neuf ans ; la deuxième s'adresse à un lectorat de dix ans et plus. Chacune de ces catégories est orientée par un thème bien spécifique qui diffère d'année en année. En plus d'offrir une visibilité aux auteurs de littérature jeunesse, la revue offre des prix en argent qui totalisent 4 000 $ par année.
En 1987, après 6 ans et demi à la direction de Lurelu, Soulières cède sa place à Raymond Plante comme directeur,. Puis, en 1990, c'est sa femme Renée Gravel-Plante qui prend le relais pour un an. En 1991, Daniel Sernine prend les rênes de la revue, et ce, jusqu'à aujourd'hui,.
Avec le temps, le visuel de la revue change, mais sa ligne éditoriale reste la même : « On a souvent fait des pressions pour que Lurelu parle aussi de livres publiés hors Québec mais la spécificité de Lurelu c'est la littérature québécoise. Exclusivement ! » explique Serge Wilson.
En 2008, la revue se voit récompensée du Prix Raymond-Plante qui vise «à reconnaître un citoyen ou un organisme du Québec qui s'est distingué de façon exceptionnelle en regard de la littérature jeunesse et de la promotion de la lecture auprès des jeunes et des familles.» 
La revue est quadrimestrielle (publiée trois fois par année). Ses numéros sortent successivement en janvier, mai et septembre.

### Ligne éditoriale
Elle est la seule revue littéraire québécoise consacrée exclusivement au livre jeunesse. Elle vise principalement à faire découvrir des genres comme le roman, le théâtre, la bande dessinée, la poésie, le conte destinés à la jeunesse La revue a aussi le mandat d'encourager les auteurs de la relève en littérature d'enfance et de jeunesse en leur offrant une plateforme de diffusion,.
«Incontournable ressource pour qui veut connaître à peu près tout ce qui se publie au Québec et au Canada à l’intention des jeunes francophones, Lurelu propose une substantielle section critique, quatre chroniques sur l’exploitation des livres en classe, d’autres sur l’illustration, le conte, le théâtre pour jeunes publics, ainsi que des entrevues d’auteurs, d’artistes ou d’éditeurs.» Lurelu se considère comme une référence en littérature jeunesse et en pédagogie ; «[elle] regroupe des critiques, des résumés et des suggestions d’activités pédagogiques toutes consacrées à la littérature pour la jeunesse.» Elle a l'ambition d'aider les professionnels de l'éducation comme les enseignants, les éducateurs, les commissions scolaires ou encore les bibliothécaires à être à jour sur les nouveautés littéraires, mais également à bien exploiter la littérature jeunesse dans l'apprentissage des enfants.
En plus de se consacrer à la création littéraire, Lurelu propose plusieurs rubriques, « dont des dossiers d'actualité, des entrevues avec des acteurs du livre jeunesse et des critiques des livres jeunesse publiés au Québec.»

## Direction, comité de rédaction, contributeurs et contributrices

### Anciens directeurs et directrices
- Serge Wilson (1977-1981)
- Robert Soulières (1981-1987)
- Raymond Plante (1987-1990)
- Renée Gravel-Plante (1990-1991)
- Daniel Sernine (1990 à aujourd'hui)

### Comité de rédaction
Voici une liste non exhaustive des différents comités de rédaction en corrélation avec les changements du poste de directeur de la revue :  
| Postes                       | Membres du comité de rédaction |
| ---------------------------- | ------------------------------ |
| Adjointe à la rédaction      | Lucie Julien                   |
| Éditeur et rédacteur en chef | Serge Wilson                   |
| Autres membres               | Claude Poirier                 |
|                              | Danièle Simpson                |
|                              | Louise Warren                  |

| Postes                         | Membres du comité de rédaction |
| ------------------------------ | ------------------------------ |
| Éditrice et rédactrice en chef | Ginette Guindon                |
| Adjointe à la rédaction        | Ginette Guindon                |
| Autres membres                 | Christiane Charrette           |
|                                | Anne Denis                     |
|                                | Diane Hardy                    |
|                                | Michèle Huard                  |
|                                | Claude Poirier                 |
|                                | Marie-Jeanne Robin             |
|                                | Robert Soulières               |
|                                | Serge Wilson                   |

| Postes                         | Membres du comité de rédaction |
| ------------------------------ | ------------------------------ |
| Éditrice et rédactrice en chef | Madeleine Grégoire             |
| Adjointe à la rédaction        | Madeleine Grégoire             |
| Autres membres                 | Christiane Charrette           |
|                                | Denis Côté                     |
|                                | Jasmine Dubé                   |
|                                | Monique Poulin                 |

| Postes                         | Membres du comité de rédaction |
| ------------------------------ | ------------------------------ |
| Éditrice et rédactrice en chef | Renée Gravel-Plante            |
| Autres membres                 | Christiane Charrette           |
|                                | Jasmine Dubé                   |
|                                | Sylvie Gamache                 |
|                                | Yolande Lavigueur              |
|                                | Daniel Sernine                 |

| Postes                       | Membres du comité de rédaction |
| ---------------------------- | ------------------------------ |
| Éditeur et rédacteur en chef | Daniel Sernine                 |
| Autres membres               | Annie Gascon                   |
|                              | Yolande Lavigueur              |
|                              | Hélène Guy                     |
|                              | Suzanne Samson                 |
|                              | Suzanne Thibault               |

| Postes                       | Membres du comité de rédaction                                  |
| ---------------------------- | --------------------------------------------------------------- |
| Éditeur et rédacteur en chef | Daniel Sernine                                                  |
| Adjointe à la rédaction      | Renée Leblanc Isabelle Crépeau Sophie Marsolais Céline Rufiange |

### Contributeurs et contributrices
Voici une liste non exhaustive des contributeurs et contributrices notables : 
- Élaine Turgeon
- Hélène Charbonneau
- Monique LaRue
- Louise Guillemette-Labory
- Donald McKenzie
- Danielle Roger
- Denis Côté
- Danielle Marcotte
- Jacques Pasquet
- Francine Pelletier
- Yves Cormier
- Daniel Sernine
- Ginette Anfousse
- Simon Roy
- Katia Canciani
- Pierre Labrie
- Nathalie Ferraris
- Danièle Courchesne
- Sébastien Chartrand
- Francine Sarrasin
- Marie-Andrée Arsenault
- Sophie Michaud
- Sophie Pouliot
- Amélie Bibeau

## Prix et honneurs
- 2008 : Lauréat du Prix Raymond-Plante[14].